# Arteria emorroidaria superiore
L'arteria emorroidaria superiore, o arteria rettale superiore, è il grosso ramo arterioso con cui termina l'arteria mesenterica inferiore.
Irrora la parte superiore del retto dividendosi in due branche che circondano lateralmente quest'organo contraendo numerose anastomosi con le arterie emorroidarie medie che sono rami dell'arteria iliaca interna (o arteria ipogastrica) e con le arterie emorroidarie inferiori che provengono dalle arterie pudende interne rami dell'arteria ipogastrica.
| rami principali                | territorio di irrorazione |
| Arteria colica sinistra        | detta anche arteria colica superiore sinistra si dirige verso il colon discendente e in prossimità dello stesso si divide in un ramo ascendente che si anastomizza con il ramo ascendente dell'arteria colica media branca dell'arteria mesenterica superiore formando l'arcata di Riolano e in un ramo discendente che si anastomizza con il primo ramo dell'arteria sigmoidea. |
| Arteria sigmoidea              | può essere unica ma se ne possono riscontrare fino a 7 I rami si anastomizzano tra loro e quello più basso con l'arteria emorroidaria superiore. L'assenza di quest'ultima anastomosi determina, dal punto di vista dell'irrorazione, un'area critica conosciuta come punto critico di Sudeck.                                                                                   |
| Arteria emorroidaria superiore | |

L'apparato digerente presenta un sistema vascolare molto efficiente per la presenza di numerose anastomosi che collegano tra loro arterie principali, quali possono essere la mesenterica inferiore, la mesenterica superiore, l'ipogastrica, ma anche rami che provengono dalla stessa arteria, come nel caso delle arterie sigmoidee. Un esempio di circolo anastomotico è ben rappresentato dal sistema di irrorazione del retto.